# Karl X Gustavs ryttarstaty, Malmö

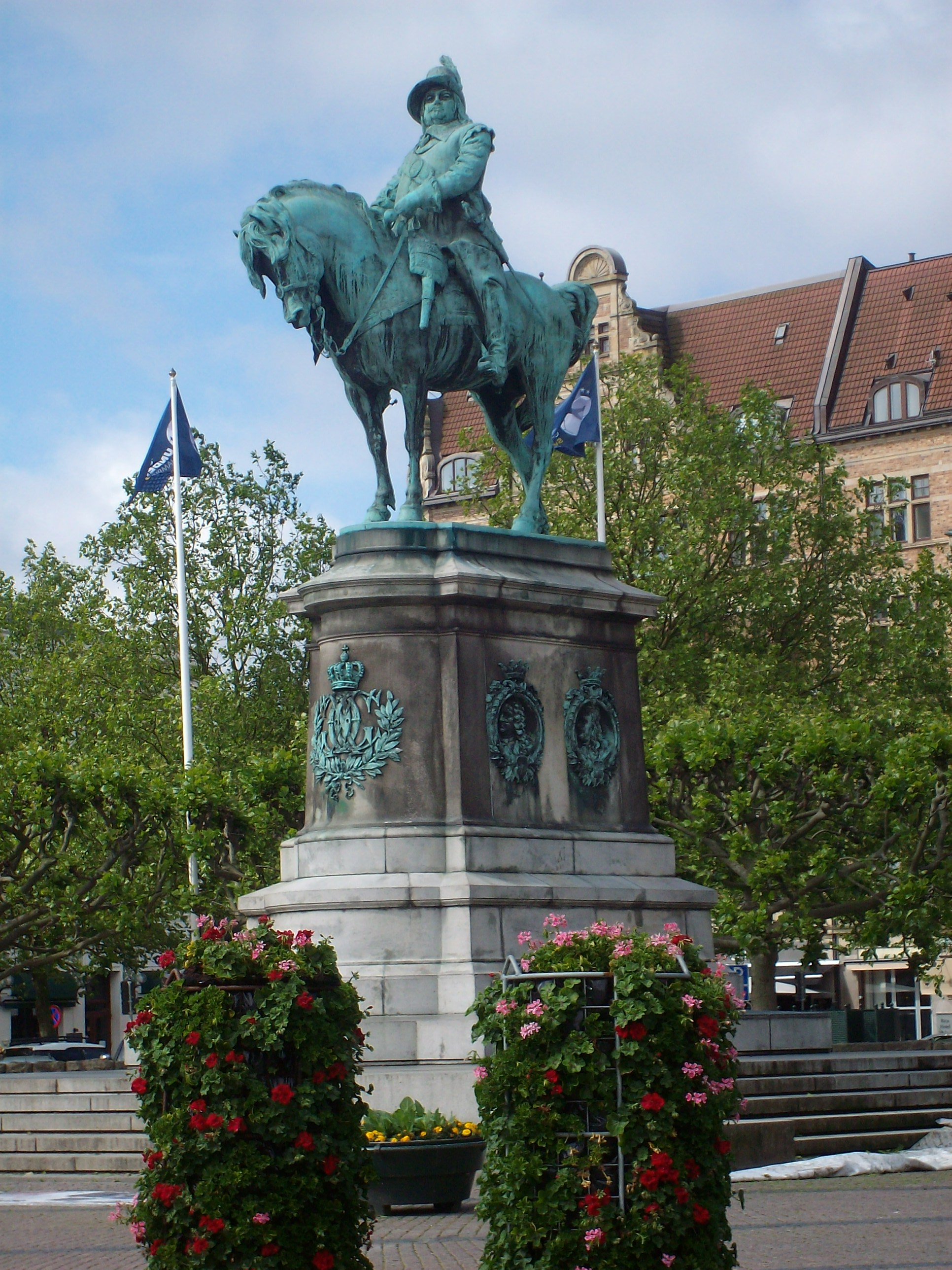
Karl X Gustavs ryttarstaty.

Karl X Gustavs ryttarstaty i Malmö är en ryttarstaty av den svenske kungen Karl X Gustav, skapad av John Börjeson, som står på Stortorget, Malmö. Statyn invigdes den 28 juni 1896 i samband med Slöjd- och Industriutställningen i Malmö. Initiativet till statyn togs av historieprofessorn Martin Weibull och tidningsmannen Carl Herslow.
Statyn är dock inte uppskattad av alla och har varit föremål för kontroverser.